# Катаріна Губер
Катаріна Губер (3 жовтня 1995 , Леобен, Штирія ) — австрійська гірськолижниця, олімпійська чемпіонка 2022 року.

## Виступи на Олімпійських іграх
| Рік  | Місце проведення | СЛ | ГС | СГ | ШС | КМ | КЗ |
| ---- | ---------------- | -- | -- | -- | -- | -- | -- |
| 2022 | Пекін, Китай     | 12 | —  | —  | —  | 5  | 1  |

## Виступи на чемпіонатах світу
| Рік  | Місце проведення          | СЛ   | ГС | СГ | ШС | КМ | КЗ |
| ---- | ------------------------- | ---- | -- | -- | -- | -- | -- |
| 2019 | Оре, Швеція               | 7    | —  | —  | —  | —  | —  |
| 2021 | Кортіна-д'Ампеццо, Італія | DNF1 | —  | —  | —  | 13 | —  |

## Зовнішні посилання
- Досьє на сайті FIS [Архівовано 17 лютого 2022 у Wayback Machine.]

## Виноски
1. ↑  ski-db.com